# Kayky
Kayky da Silva Chagas (Río de Janeiro, Brasil, 11 de junio de 2003), mayormente conocido como Kayky, es un futbolista profesional brasileño, juega como delantero y desde 2021 milita en el Manchester City F. C. de la Premier League, cedido al Sparta Rotterdam

## Trayectoria

### Fluminense
A Kayky inicialmente se le rechazó un lugar en la academia Fluminense, ya que el club había llenado sus espacios, y en su lugar se unió al Mangueira. En su primer juego, anotó un triplete en la victoria por 5-3 sobre el Fluminense, lo que llevó a Flu a ficharlo de inmediato. Inicialmente se unió a su equipo de fútbol sala sub-9. Hizo la transición al fútbol durante su desarrollo y fue una unidad importante del equipo sub-17 que ganó el Campeonato Brasileiro Sub-17 2020.
Ascendido al equipo principal para la campaña 2021, hizo su debut profesional el 4 de marzo de ese año sustituyendo en la primera mitad al también juvenil Miguel Silveira en una derrota a domicilio por 1-2 en el Campeonato Carioca contra Resende. Marcó su primer gol profesional el 6 de abril, anotando el primer gol en una goleada 4-0 a domicilio de Macaé. El 11 de abril, Kayky anotó el primer gol de Flu en la victoria en casa por 3-1 contra Nova Iguaçu a través de una acción individual, después de regatear a cuatro oponentes. El 6 de mayo, se convirtió en el jugador más joven en anotar en la Copa Libertadores para Fluminense, a los 17 años, en el empate 1-1 con Junior.

### Manchester City
En abril de 2021, varios medios de comunicación informaron que Kayky y su compañero Metinho (quien fichó por el club asociado del City, ESTAC Troyes) habían acordado mudarse al Manchester City por una tarifa combinada de 15 millones de euros;. Solo la operación de Kayky costaría 10 millones de euros, con otros 15 en variables. El 23 de abril se confirmó oficialmente el acuerdo, con la transferencia prevista para enero de 2022. Sin embargo, en agosto, se anunció que Kayky se uniría inmediatamente en lugar de enero. Fluminense retendría un porcentaje de cualquier venta futura y complementos. El 7 de enero de 2022 hizo su debut en el City como sustituto de Cole Palmer en una victoria a domicilio por 4-1 sobre el Swindon Town por la FA Cup. El 12 de febrero hizo su debut en la Premier League como suplente de Riyad Mahrez en una victoria a domicilio por 0-4 sobre el Norwich City.
Para que tuviera más minutos, en agosto de 2022 fue cedido al F. C. Paços de Ferreira. A finales de año se canceló la cesión y fue prestado todo el año 2023 al E. C. Bahia.

## Selección nacional
Ha sido constantemente convocado a entrenamientos con las selecciones de Brasil sub-15 y sub-17, también participó en dos amistosos para el equipo sub-16 en 2019.

## Estadísticas

### Clubes
| Club                             | Div.          | Temporada     | Liga  | Liga  | Regional | Regional | Copas nacionales | Copas nacionales | Copas internacionales | Copas internacionales | Total | Total |
| Club                             | Div.          | Temporada     | Part. | Goles | Part.    | Goles    | Part.            | Goles            | Part.                 | Goles                 | Part. | Goles |
| -------------------------------- | ------------- | ------------- | ----- | ----- | -------- | -------- | ---------------- | ---------------- | --------------------- | --------------------- | ----- | ----- |
| Fluminense F. C. · Brasil        | 1.ª           | 2021          | 11    | 0     | 13       | 3        | 4                | 0                | 9                     | 1                     | 37    | 4     |
| Fluminense F. C. · Brasil        | Total club    | Total club    | 11    | 0     | 13       | 3        | 4                | 0                | 9                     | 1                     | 37    | 4     |
| Manchester City F. C. Inglaterra | 1.ª           | 2021-22       | 1     | 0     | ―        | ―        | 1                | 0                | -                     | -                     | 2     | 0     |
| Manchester City F. C. Inglaterra | Total club    | Total club    | 1     | 0     | ―        | ―        | 1                | 0                | 0                     | 0                     | 2     | 0     |
| F. C. Paços de Ferreira Portugal | 1.ª           | 2022-23       | 8     | 0     | ―        | ―        | 1                | 0                | -                     | -                     | 9     | 0     |
| F. C. Paços de Ferreira Portugal | Total club    | Total club    | 8     | 0     | ―        | ―        | 1                | 0                | 0                     | 0                     | 9     | 0     |
| E. C. Bahia · Brasil             | 1.ª           | 2023          | 10    | 2     | 14       | 2        | 4                | 0                | -                     | -                     | 28    | 4     |
| E. C. Bahia · Brasil             | Total club    | Total club    | 10    | 2     | 14       | 2        | 4                | 0                | 0                     | 0                     | 28    | 4     |
| Total carrera                    | Total carrera | Total carrera | 30    | 2     | 27       | 5        | 10               | 0                | 9                     | 1                     | 76    | 8     |